# Eine schwedische Liebesgeschichte
Eine schwedische Liebesgeschichte (OT: En kärlekshistoria) ist ein schwedischer Spielfilm aus dem Jahr 1969. Es war der Debütfilm des schwedischen Regisseurs Roy Andersson, der gerade seine Ausbildung abgeschlossen hatte.

## Handlung
Der Zufall führt die 14-jährige Annika und den 15-jährigen Pär zusammen: Bei einem Krankenbesuch von den jeweiligen Verwandten treffen sie sich zum ersten Mal, tauschen allerdings zunächst nur schüchterne Blicke aus. Pär, wie viele seiner Altersgenossen mit dem Moped unterwegs, sucht später das Mädchen auf den Straßen Stockholms, findet es – keiner der beiden traut sich aber anfangs, den anderen anzusprechen, weshalb ihre Freunde bei dem Knüpfen erster Bände aushelfen müssen.
Und dann leben die beiden einen kurzen wie auch langen Sommer ihrer Verliebtheit, in der Clique und allein, ungestört, unberührt von den Enttäuschungen und Widrigkeiten der sich selbst isolierenden Erwachsenen mit ihren neurotischen Bindungen zueinander und ihren unerfüllt gebliebenen Hoffnungen.  Als die Eltern von Annika für eine Nacht verreisen, kann Pär übernachten und es kommt zu zärtlichen Liebesbeweisen zwischen den beiden. Sie werden dabei von Annikas Tante Eva überrascht, die allerdings Verständnis für die Gefühlswelt ihrer Nichte zeigt und Pärs Übernachtung für sich behält. Später übernachtet Annika erstmals bei Pär und dessen Eltern, die abseits von Stockholm auf dem Land eine Autowerkstatt betreiben. Sie verbringen Zeit in der Natur, deren sommerliche Idylle sich auch in ihren Gefühlswelten widerspiegelt.
Bei einem abendlichen Gartenfest von Pärs Eltern sind auch die Eltern von Annika eingeladen. Während sich  Annikas Mutter freut, ihrem tristen Leben in der kleinen Stockholmer Wohnung etwas zu entkommen, ist der Vater John auf der Feier sichtlich deplatziert. Der mittelmäßig erfolgreiche, alkoholkranke Geschäftsmann einer Gefrierschrankfirma will seine Tochter am liebsten reich verheiratet sehen – keineswegs mit einem „Landei“ wie Pär. Unterschiedliche Weltanschauungen sowie Vorurteile entladen sich auf der Feier und auf einmal ist John verschwunden. Als sein Hut in einem benachbarten Teich gefunden wird, befürchten die anderen Gäste das Schlimmste und machen sich verzweifelt auf die Suche nach ihm. John taucht indes unbeschadet wieder auf. Annika und Pär haben von dem ganzen Tumult nichts mitbekommen, durch die Selbstbeschäftigung der Erwachsenen konnten sie die ganze Nacht miteinander verbringen.

## Hintergrund
Andersson hatte seine Filmidee zunächst der Produktionsfirma Svensk Filmindustri unter dem Arbeitstitel 15 angeboten, wo sie jedoch abgelehnt wurde. Sie wurde jedoch kurz danach – nun unter dem Titel En kärlekshistoria – vom Unternehmen Europa Film angenommen.
Es gibt nur eine schwedische Fassung mit Untertiteln in verschiedenen Sprachen. Der Film wurde in der Zeit vom 16. Juni bis 26. August 1969 gedreht und hatte seine Premiere am 24. April 1970 im Kino ‚Saga‘ in Stockholm. Am 31. Oktober 1971 lief der Film in der ARD erstmals im deutschen Fernsehen.

## Rezeption und Wirkung, Auszeichnungen
Der Film war ein Publikumserfolg. Er gewann in der Kategorie Bester Film den wichtigsten schwedischen Filmpreis Guldbagge für das Jahr 1970.
  Bei den Filmfestspielen in Berlin im selben Jahr gewann er vier Preise, darunter den Preis für das beste Manuskript, den Preis der Journalisten für den besten Film – als Ersatz für den in dem Jahr aus politischen Gründen nicht vergebenen Goldenen Bären.
 Der Film lief erstmals 1986 im schwedischen Fernsehen und wurde dort in den Jahren 1993, 2006 und 2007 wiederholt.
 Eine Version mit Zusatzmaterial und Interviews wurde im Jahre 2003 produziert.
Den Stellenwert des Films in Schweden macht eine Auszeichnung aus dem Jahre 2012 deutlich: der Film wurde in einer Umfrage unter Kritikern und Filmwissenschaftlern in Schweden durch die Filmzeitschrift FLM in die Liste der besten schwedischen Filme aller Zeiten an Nr. 4 gewählt.

## Kritiken
„Der junge schwedische Regisseur Roy Andersson schuf mit seinem Erstlingswerk eine schlichte und dabei bezaubernde Liebesgeschichte, fern von jeder Kino-Schnulze, wie man sie seit den ‚Jungen Aphroditen‘ [...] noch nicht wieder auf der Leinwand gesehen hat. Sein Film schildert zugleich das gebrochene Verhältnis junger Menschen zu ihren vom Alltag verbrauchten und von der Mittelmäßigkeit gezeichneten Eltern und Verwandten, deren Illusionen vom Leben längst dahin sind. Der Film besticht durch das Spiel seiner blutjungen Hauptdarsteller und als Psychogramm unserer Gesellschaft – man kann ihn bedenkenlos schon den Vierzehnjährigen empfehlen.“

„Unprätentiöser, aber etwas klischeehafter Spielfilmversuch des schwedischen Nachwuchsregisseurs Andersson.“

„Prädikat ‚Wertvoll’“